# Route nationale 381b
La route nationale 381B ou RN 381B était une route nationale française reliant Montmédy à la frontière franco-belge. À la suite de la réforme de 1972, elle a été déclassée en RD 981.

## Ancien tracé de Montmédy à la Belgique (D 981)
- Montmédy
- Verneuil-Grand
- Écouviez
- Belgique N 871